# Xã Andover, Quận Polk, Minnesota
Xã Andover (tiếng Anh: Andover Township) là một xã thuộc quận Polk, tiểu bang Minnesota, Hoa Kỳ. Năm 2010, dân số của xã này là 119 người.